# Selentetrafluorid
Selentetrafluorid ist eine anorganische chemische Verbindung des Selens aus der Gruppe der Fluoride.

## Gewinnung und Darstellung
Selentetrafluorid kann durch Reaktion von Selen mit Fluor gewonnen werden.
{\displaystyle \mathrm {Se+2\ F_{2}\longrightarrow SeF_{4}} }
Ebenfalls möglich ist die Darstellung durch Halogenierung von Selendioxid mit Schwefeltetrafluorid, Bortrifluorid oder Fluorwasserstoff.

## Eigenschaften
Selentetrafluorid ist eine farblose Flüssigkeit, die mischbar mit Schwefelsäure, Ethanol, Ether und Iodpentafluorid ist. Bei Kontakt mit Wasser zersetzt es sich heftig. Metallfluoride wie Natriumfluorid, Kaliumfluorid, Rubidiumfluorid, Caesiumfluorid und Thallium(I)-fluorid lösen sich in Selentetrafluorid unter Bildung der Metall-SeF5-Komplexen. Es greift auch Glas an.